# Пролећна изложба УЛУС-а (2000)
Пролећна изложба УЛУС-а (2000), одржана је у периоду од 5. до 26. јуна 2000. године. Изложба је одржана у галеријском простору Удружења ликовних уметника Србије, односно у Уметничком павиљону "Цвијета Зузорић", у Београду. Избор аутора и дела за изложбу је обавио Уметнички савет УЛУС-а. Изложба је реализована уз помоћ Министарства за културу Републике Србије и Секретаријата за културу Скупштине Београда.

## Излагачи

### Сликарство
1. Зоран Алексић
2. Новица Арнаут
3. Предраг Бачкоња
4. Жарко Бјелица
5. Анђелка Бојовић
6. Наташа Будимлија-Марковић
7. Здраво Велован
8. Шемса Гавранкапетановић
9. Јоана Вулановић-Марковић
10. Петар Гајић
11. Весна Гаљак
12. Маја Гречић
13. Снежана Гроздановић
14. Горан Десанчић
15. Миленко Дивјак
16. Марија Димитрић
17. Зоран Димоски
18. Радмила Драгићевић
19. Наташа Дробњак
20. Марко Ћиковић
21. Маја Ђокић
22. Селма Ђулизаревић
23. Славица Ердељановић-Цурк
24. Гордана Иветић
25. Војислав Ивковић
26. Данијела Илић
27. Весна Јаношевић
28. Љиљана Јарић-Шебек
29. Шиљан Јошкин
30. Јелена Каришик
31. Слободан Каштаварац
32. Весна Кнежевић
33. Марија Кнежевић
34. Милинко Коковић
35. Душко Костић
36. Владислав Коцарев
37. Предраг Кочовић
38. Јадран Крнајски
39. Мирјана Крстевска-Марић
40. Велизар Крстић
41. Зоран Круљ
42. Маја Љубојевић-Крајнак
43. Мирјана Маодуш
44. Зоран Марјановић
45. Душан Б. Марковић
46. Весна Мартиновић-Маровић
47. Владимир Маркоски
48. Љиљана Мартиновић
49. Јелена Меркур
50. Предраг Пеђа-Милићевић
51. Јелена Минић
52. Тамара Миодраговић
53. Лидија Мићовић
54. Ненад Михаиловић
55. Зоран Мишић
56. Данијела Морариу
57. Ева Мрђеновић
58. Милош Новаковић
59. Миладин Отовић
60. Иван Павић
61. Александра Павићевић
62. Марина Павловић
63. Ружица-Беба Павловић
64. Славиша Панић
65. Божидар Плазинић
66. Ивона Попов
67. Биљана Поповић
68. Ивана Прлинчевић
69. Решад Пртинац
70. Јелена Пуљецовић
71. Иван Радовић
72. Светлана Раденовић
73. Миљана Радојчић
74. Слободан Радојковић
75. Перо Рајковић
76. Симонида Рајчевић
77. Бранко Раковић
78. Миодраг Ристић
79. Рада Селаковић
80. Ђорђе Соколовски
81. Милорад Степанов
82. Жарко Стефанчић
83. Алекса Стојковић
84. Томислав Сухецки
85. Зоран Тешановић
86. Нина Тодоровић
87. Станка Тодоровић
88. Весна Токин
89. Деса Томић-Ђуровић
90. Милош Филиповић
91. Мирољуб Филиповић
92. Халко Халковић
93. Биљана Црнчанин
94. Ребека Чешновар
95. Миле Шаула
96. Ивана Шепа
97. Босиљка Шипка
98. Емир Шкандро
99. Владислав Шћепановић

### Графика и цртеж
1. Милица Антонијевић
2. Ристо Антуновић
3. Зоран Бановић
4. Миливоје Богатиновић
5. Габријела Булатовић
6. Габријела Васић
7. Владимир Вељашевић
8. Жарко Вучковић
9. Зоран Деранић
10. Синиша Жикић
11. Огњен Јеремић
12. Милена Јефтић
13. Бранко Јовановић
14. Драгана Јовчић
15. Ненад Корица
16. Милена Максимовић
17. Славко Миленковић
18. Зоран Матић
19. Горица Милетић
20. Александар-Лека Младеновић
21. Драган Момиров
22. Драган Најдановић
23. Бранко Николов
24. Бојан Оташевић
25. Димитрије Пецић
26. Зоран Пурић
27. Небојша Радојев
28. Симонида Радоњић
29. Драгана Станаћев-Пауча
30. Радмила Степановић
31. Љиљана Стојановић
32. Мирјана Филиповић
33. Даниела Фулгоси
34. Биљана Царић

### Вајарство
1. Милан Бесарабић
2. Радомир Бранисављевић
3. Срђан Вукајловић
4. Милован-Даго Даговић
5. Момчило Јанковић
6. Владан Мартиновић
7. Лепосава Милошевић-Сибиновић
8. Жељка Момиров
9. Тамара Ракић
10. Миодраг Роган
11. Томислав Тодоровић
12. Дарко Томић

### Проширени медиј
1. Биљана Вицковић
2. Александар Ђурић
3. Биљана Јовановић
4. Биљана-Клара Кларић
5. Слађана Милинковић
6. Миодраг Млађовић
7. Јелена Радовић
8. Ставрос Поптсис
9. Ана Церовић